# Sparganium kawakamii
Sparganium kawakamii là một loài thực vật có hoa trong họ Typhaceae. Loài này được H.Hara miêu tả khoa học đầu tiên năm 1938.